# HD 861
HD861 є  хімічно пекулярною зорею спектрального класу
A2 й має видиму зоряну величину в
смузі V приблизно  6.6.
Вона знаходиться у сузір'ї Кассіопеї йрозташована на відстані близько 380 світлових років від Сонця.